# Sipalay
Sipalay liegt im Westen der Insel Negros. Die Stadt gehört zur Provinz Negros Occidental in den Western Visayas auf den Philippinen. Sie hat eine Einwohnerzahl von 70.070 (Zensus 1. August 2015), die sich auf 17 Barangays verteilt.

## Geographie
Das Stadtgebiet hat eine Größe von 427,7 km² und grenzt im Westen an die Sulusee, im Norden an die Municipality of Cauayan, im Osten an die Municipality of Candoni und im Süden an die Municipality of Hinoba-an. Sipalay City ist von der Provinzhauptstadt Bacolod rund 178 Kilometer entfernt und über eine Straße in drei bis vier Stunden Fahrzeit erreichbar. Die Stadt besitzt eine Küstenlinie von 45 Kilometern.

## Barangays
| - Barangay 1 (Pob.) - Barangay 2 (Pob.) - Barangay 3 (Pob.) - Barangay 4 (Pob.) - Barangay 5 (Pob.) - Cabadiangan - Camindangan - Canturay - Cartagena | - Cayhagan - Gil Montilla - Mambaroto - Manlucahoc - Maricalum - Nabulao - Nauhang - San Jose |

## Quelle
- Offizielle Homepage von Sipalay City: http://www.sipalaycity.gov.ph/index.htm